# Josep Reus i Garcia
Josep Reus i Garcia (Alacant, 15 de març de 1816 - Madrid, 1883) fou un jurista valencià.
Va estudiar a Alacant la seva formació primària. Després va passar a Oriola per estudiar filosofia i teologia, amb intenció de seguir la carrera eclesiàstica. No obstant això posteriorment va cursar la carrera de Dret. Tot just acabada aquesta carrera va ser triat substitut per a la càtedra de Dret Natural. Va ser redactor en cap de La Tribuna, fins que el pronunciament de 1843 el va obligar a fugir a Madrid. Allí va treballar de traductor. Va col·laborar en el Diccionario Geográfico de Pascual Madoz. Va fundar en 1852 l'Editorial Reus, especialitzada en dret. En 1853 va fundar la Revista de legislación i Jurisprudéncia.
Al pujar al poder el partit progressista en 1854 va ser triat diputat per Alacant en les eleccions del 4 d'octubre. Després de la caiguda del govern progressista -va cessar com a diputat el 2 de setembre de 1856- es va mantenir fora de la política activa fins a 1868, encara que no va acceptar cap càrrec fins a la seva elecció com a senador per a la legislatura 1872/1873. Va contribuir amb la seva influència política al desenvolupament del ferrocarril d'Alacant a Múrcia, incloent la cessió de terrenys de la seva propietat a Torre del Pla. Va morir abans de veure acabada aquesta obra.

## Obres
- Manual de desamortización civil y eclesiástica (Madrid, 1856).
- Ley de Enjuiciamiento civil comentada y explicada para su mejor inteligencia y fácil aplicación; con los formularios correspondientes a todos los juicios, y un repertorio alfabético de las materias comprendidas en la misma; Comentarios y Concordancias a la Ley de Enjuiciamiento civil; Código de Comercio arreglado a la reforma decretada el 6 de diciembre de 1868, anotado y concordado, precedido de una introducción histórica comparada, seguida de las leyes y disposiciones posteriores a su publicación que lo reforman y completan de las leyes especiales de enjuiciamiento en los negocios y causas de comercio y de un repertorio de la legislación mercantil (Madrid, 1869 y ediciones sucesivas).